# Alessandro Reggiani
Alessandro Reggiani (Treviso, 7 marzo 1914 – Roma, 14 agosto 1993) è stato un politico e avvocato italiano, componente del Consiglio Superiore della Magistratura ed ex parlamentare del Partito Socialista Democratico Italiano, nonché sindaco di Treviso dal 1987 al 1988.

## Biografia
Nel 1963 entra alla Camera dei deputati in cui ha ricoperto la carica di presidente delle commissioni Bilancio, Giustizia e Interni. Reggiani è stato nominato vicepresidente e successivamente presidente della commissione inquirente per i procedimenti di accusa, oltre ad essere presidente dei deputati socialdemocratici.
Insieme ad altri esponenti del PSDI veneto, era stato accusato di aver percepito tangenti dal magistrato Felice Casson, ben prima quindi dell'inizio di Tangentopoli.
Reggiani, a lungo gravemente malato, è morto all'età di 79 anni, il 14 agosto 1993.